# د ررست (دهانه)
د ررست یک دهانه برخوردی در ماه‌ است.